# Abu Alí ibn Muhàmmad Xansabani
Abu Alí ibn Muhàmmad Xansabani fou emir dels shansabànides de Ghur, fill de Muhammad ibn Suri Shansabani. Era considerat favorable als gaznèvides dins la família.
El 1011 Mahmud de Gazni va enderrocar al seu pare al que va fer presoner i el va posar al front del país. Mahmud va deixar mestres al país per ensenyar l'islam. Abu Ali governava a Mandesh, prop de la muntanya Zar -i Margh, i la part sud del riu del Hari Rud amb centre a Ahangaran (antiga fortalesa i vila que encara conserva aquest nom).
En aquest moment hi havia altres sobirans locals al baix Hari Rud, a la regió on després va estar Firuzkuh, a la comarca de la moderna Khwadja-Čisht (el districte és anomenat pels àrabs Bilal al-Djibal), i al districte de Djurwas a l'extrem nord-oest de Ghur, que se sàpiguen. El districte de Djurwas era el més important després del dels shansabànides, i el governava la dinastia dels shithanis, i va ser ocupat pels gaznevides el 1020.
Abu Ali va introduir l'islam, va construir mesquites i madrasses i va tenir un regnat beneficiós per l'islam. Vers el 1035 (durant el regnat de Massud I ibn Mahmud de Gazni una revolució dirigida pel seu nebot Abbas ibn Shith el va deposar i substituir.